# One Love (album Sly & Robbie)
One Love – dziewiętnasty album studyjny jamajskiej sekcji rytmicznej Sly & Robbie.
Płyta została wydana 20 sierpnia 2001 roku przez brytyjską wytwórnię Creole Records. Znalazły się na niej covery utworów grupy Bob Marley & The Wailers. Produkcją nagrań zajął się Bunny Lee.

## Lista utworów
1. "Small Axe"
2. "Hypocrites"
3. "Jammin'"
4. "Natural Mystic"
5. "Redemption Song"
6. "Crazy Baldhead"
7. "Rasta Man Chant"
8. "No Woman No Cry"
9. "Jah Live"
10. "Iron Lion Zion"
11. "One Love"
12. "Bufallo Soldier"
13. "Get Up Stand Up"
14. "Nice Time"